# Footlight Serenade
 Footlight Serenade és una pel·lícula musical estatunidenca de Gregory Ratoff, estrenada el 1942.

## Argument
Tommy Lundy (Victor Mature) és un arrogant excampió de boxa que prova una carrera com a actor a Broadway. S'enamora de la seva companya de repartiment i estrella (Betty Grable), que està casada en secret amb l'actor John Payne.

## Repartiment
- John Payne: William J. "Bill" Smith
- Betty Grable: Pat Lambert
- Victor Mature: Tommy Lundy
- Jane Wyman: Flo La Verne
- James Gleason: Bruce McKay
- Phil Silvers: Slap
- Cobina Wright: Estelle Evans
- June Lang: June
- Frank Orth: Mike
- Mantan Moreland: Amos
- Irving Bacon: Maquinista
- Charles Tannen: Charlie
- George Dobbs: Frank, coreògraf